# Johann Georg Gmelin
Johann Georg Gmelin (Tübingen, 10 de agosto de 1709 – Tübingen, 20 de maio de 1755) Foi um botânico, explorador e um químico alemão.

## Biografia
Diplomado na universidade aos 17 anos, foi recomendado a Pedro I da Rússia para assumir a cátedra de química e história natural na recém criada Academia de Ciências de São Petersburgo (1731).
Participou de uma expedição científica para a Sibéria, que partiu em julho de 1733 para Kamchatka e só retornou a São Petersburgo em fevereiro de 1743. Descreveu a posição do Rio Ienissei como limite entre a Europa e a Ásia, e foi a primeira pessoa a medir o fato que o nível do Mar Cáspio ficava abaixo daquele do Mar Mediterrâneo. Encontrou durante a viagem Georg Wilhelm Steller (1709-1746) que participava em outra expedição de exploração, dirigida por Vitus Bering.
Os trabalhos principais de Gmelin foram Flora Sibirica (4 volumes, 1749-1750, onde descreve a flora da Sibéria, e Reisen durch Sibirien (4 volumes, 1753).
Em 1747 retornou a Tübingen, onde passou os anos finais de sua vida como professor de química e botânica da universidade desta cidade, posto que assumiu em 1947.
Gmelin era tio de Johann Friedrich Gmelin (1748-1804), químico e naturalista.

## Publicações
- Voyage au Kamchatka par la Sibérie, Amsterdam 1779
- Joannis Georgii Gmelini Reliquias quae supersunt commercii epistolici cum Carolo Linnaeo, Alberto Hallero, Guilielmo Stellero et al., Floram Gmelini sibiricam ejusque Iter sibiricum potissimum concernentis ... curavit Guil. Henr. Theodor Plieninger. Addita Autographa lapide impressa, Stuttgart 1861
- D. Johann Georg Gmelins Reise durch Sibirien, von dem Jahr 1733 bis 1743, 4 Bände, Göttingen 1751-1752. Neuausgabe: Johann Georg Gmelin: Expedition ins unbekannte Sibirien. Jan Thorbecke Verlag, Stuttgart 1999
- Leben Herrn Georg Wilhelm Stellers : gewesnen Adiuncti der Kayserl, Frankfurt 1748
- Flora Sibirica : sive Historia plantarum Sibiriae 4 Bände Sankt Petersburg 1747-1749.

## Ligação externa
- Obras de Gmelin convertidas para SCD da Universidade Louis Pasteur de Estrasburgo